# 彭亦亮
彭亦亮（英語：Yiliang Peter Peng，1993年7月19日—），以遊戲代號Doublelift著名，是一位美國職業《英雄聯盟》射手，目前效力於Near Airport。他也曾在Counter Logic Gaming、Team SoloMid、Team Liquid和100 Thieves擔任選手。他是北美地區英雄聯盟冠軍聯賽中的資深選手，多次登上英雄聯盟全球總決賽舞台。他所著名的英雄角色為汎(薇恩），由於其操作行雲流水，且在比賽中屢次極限操作的表現，添加了不少他的傳奇色彩，除了擁有北美第一AD的美名外，也擁有「汎神」的稱號。他的「大師兄」外號由來是因為在All-Star Shanghai 2013的一次採訪中表示：「在座的各位都是垃圾」(原話：Everyone else is trash.)。與周星馳電影《破壞之王》中的斷水流大師兄不謀而合，從此許多玩家都稱他為大師兄。另外，其代號Doublelift來自一個撲克牌戲法的基本技巧，取這名字是因為彭亦亮對魔術感興趣。

## 個人生涯
1993年7月19日，Doublelift生於美國加利福尼亞州米申維耶霍的一個華裔家庭。彭亦亮在比完2011年DreamHack夏季賽返家後，被他的父母逐出家門。隨後，他搬去與特拉維斯·「Tnomad」·加福特（Travis "Tnomad" Gafford）同住，在加入Counter Logic Gaming後，搬進了他們的練習室。

## 家庭
彭亦亮家中有三兄弟，他本人排第二，長兄彭亦宏（Yihong Peng）比他大七歲。2018年3月30日晚上，彭亦宏因個人感情問題取刀捅傷父母，導致母親死亡，他們的父親亦受重傷。彭亦宏事後逃離犯案現場，其後以謀殺罪被警方收押，並以100萬美元保釋。

## 外部連結
- 彭亦亮的推特帳戶 （页面存档备份，存于）